# Драгомир Јовановић
Драгомир Драги Јовановић (Пожаревац, 27. јул 1902 — Београд, 17. јул 1946) био је шеф београдске полиције и управник града Београда за време окупације у Другом светском рату.
Од 1936. године отпочео је тајну сарадњу са немачком обавештајном службом. Након пада Стојадиновићевог режима успео је да остане на положају и у фебруару 1939. године постане помоћник управника града Београда. После Априлског рата ступио је у окупаторску службу. Постављен је за ванредног комесара за град Београд, организовао је Управу града Београда и образовао Специјалну полицију. На функцији председника Београдске општине био је од 11. септембра 1941. до 3. октобра 1944. године. Тада је напустио Београд пред ослобођење и боравио је у Бечу у Недићевој близини, а након тога одсео је у Кицбилу и Оберсдорфу. Французи су га ухапсили приликом уласка у Брегенц и 12. маја предали новим југословенским властима. Суђено му је на истом процесу као и Драгољубу Михаиловићу. Осуђен је за смрт због колаборације и стрељан 17. јула 1946. године.

## Биографија
Рођен је 27. јула 1902. у Пожаревцу. Драгомир Јовановић је потицао из професорске породице. Мајка Вилма му је била Немица, а отац Љубомир Србин. Крсна слава му је била Ђурђиц. Гимназију је завршио у Великом Градишту, а права у Београду, где се запослио као полицијски чиновник Управе града. Из управе града Београда је отпуштен крајем марта 1929. због проневере новца. Међутим, већ годину дана касније је радио као полицијски чиновник у Загребу. Спријатељио се са шефом загребачке полиције Јанком Бедековићем, као и са његовим наследником Станојем Михалџићем. Када је 1933. пред посету краља Александра Загребу, спречио усташку заверу, унапређен је у начелника Опште полиције Београда, мада су сви знали да је директно руководио другим политичким одељењем.
Након успостављања Шестојaнуарске диктатуре, Драгомир Јовановић је прешао да ради на одсеку борбе против комуниста.
Јовановић је 1936. године био у делегацији југословенске полиције на заседању комисије за сарадњу европских полиција на сузбијању криминала у Берлину. Том приликом је успоставио важне контакте са одговорним полицијским личностима Немачког рајха и тада направио прве кораке у сарадњи са њима. Присуствовао је и Нирнбершком конгресу Националсоцијалистичке партије. Као члан делегације југословенске полиције међународној полицијској конференцији и следеће, 1937. године боравио је у Берлину, где га је заврбовала немачка тајна служба. Подржао је предлог пољског делегата да Међународна комисија криминалистичке полиције прошири своју делатност и на борбу против „међународног комунизма“ и кандидатуру Рајнхарда Хајдриха за председника те комисије. Јовановић и управник града Београда Милан Аћимовић су отишли у Берлин на разговоре са Хајнрихом Химлером и Хајдрихом и постигли су са њима начелан споразум о сарадњи и размени полицијских официра за везу.
Одржавао је отворене контакте са Хансом Хелмом, официром за везу при немачком посланству. Преживео је пад Стојадиновићевог режима и фебруара 1939. постао је помоћник управника града Београда. Маја 1939. учествовао је с немачким колегама у обезбеђењу посете Берлину и Хитлеру кнеза Павла Карађорђевића. Марта 1940. кнез Павле је тражио од министра Станоја Михалџића да из полиције уклони Цветана Ђорђевића и Јовановића као корумпиране полицајце. Ђорђевић је смењен, а Јовановић премештан у контраобавештајно одељење, али никада није ступио на дужност. У полицијском апарату је остао све до почетка окупације.

### Други светски рат
У време Априлског рата налазио се у Горњем Милановцу пошто није био војни обвезник. После привременог повлачења из службе на почетку Априлског рата, Драги Јовановић се на дан капитулације Југославије 17. априла 1941. упутио из Горњег Милановца за Београд. Следећег дана су га примили официри Гестапоа Карл Краус и Ханс Хелм. Њих двојица су му предложили да реорганизује београдску полицију и преузме контролу над управом града. Немачки заповедник Београда, пуковник Ернст Мориц фон Кајзенберг је потом именовао Јовановића за ванредног комесара града. Као градоначелник, Јовановић је предложио да се Београд подели у 16 квартова и два комесаријата и да се користи локална полиција да гуши антинемачке активности у граду. Немци су овај план прихватили. Београдска полиција је организована половином маја 1941. и до следећег месеца нарасла на величину од 878 жандара и 240 агената. Не месту управника града Београда је добио и широка овлашћења у ресору полиције. За кратко време Немци су Јовановића поставили за команданта жандармерије у Србији. Истог дана када је Немачка напала СССР, 22. јуна 1941, Јовановић је заједно са Миланом Аћимовићем присуствовао састанку са окупационим властима код војноуправног команданта Србије Лудвига фон Шредера на ком је донесена одлука да се превентивно ухапсе познати комунисти и шпански борци у Београду. За акцију је одређена Специјална полиција због малог броја припадника Гестапоа у Србији. Међутим, иако је у акцији ухапшен велики број особа, она није дала великог резултата пошто су многи познати комунисти благовремено напустили своје домове и повукли се у илегалу, превасходно у унутрашњост Србије. Почетком јула, Немци су наредили Јовановићу да преуреди бившу касарну 18. пешадијског пука Југословенске војске у логор Бањица да би се у њему држале ухапшене особе.
Јовановића је СС-обергрупенфирер и полицијски генерал Аугуст Мајснер поставио за шефа Српске државне безбедности. Српска државна безбедност је касније преузела управу над Српском државном стражом. Тако је Драги Јовановић био други човек у Србији за време окупације. Поред ових дужности, вршио је дужност председника општине Београд и изванредног владиног комесара за град Београд и за срезове врачарски и грочански. Драги Јовановић је био управник, али и главни полицајац Београда, па и Србије све до 1944. године. Његови највернији агенти и истражитељи били су: Бошко Бећаревић, Ђорђе Космајац и Светозар Вујковић.
Првенствени циљ Драгог Јовановића за време функције била је борба против комуниста и њихових симпатизера. Његова тајна служба је ухапсила и саслушала близу 1.500 комуниста, и стрељала (по његовим сопственим тврдњама) око 600 симпатизера КПЈ. Његови оперативци су били познати по тортури затвореника, а ове методе су преузели од Гестапоа, са којим је Јовановић сарађивао од 1936. Одељење специјалне полиције успело је да разбије организациону структуру Комунистичке партије у Београду и Србији.
Почевши од средине 1942. Јовановић је пружао финансијску подршку четницима Драгољуба Михаиловића из својих личних фондова. До краја 1943. почео је да ради као четнички агент у српској колаборационистичкој влади. Половином августа 1944. Јовановић, Михаиловић и Милан Недић су се потајно срели у селу Ражана код Косјерића, где се Недић сложио да Михаиловићу да милион динара за плате и да од Немаца затражи оружје и муницију за Михаиловића.
У тренутку када се ближило ослобођење Србије, Драги Јовановић је почетком октобра 1944. побегао за Аустрију заједно са другим квислиншким вођама. Првог маја 1945. у Брегенцу су га ухапсили француски војници док је покушавао да се пробије до Швајцарске. Одатле је спроведен у Карлсруе, а 12. јула испоручен југословенским властима. Током хапшења покушао је да прогута отровну капсулу, али је пребачен у болницу и спасен.
Суђено му је на Београдском процесу као издајнику и сараднику окупатора 1946. године. Оптужен је да је наређивао масовне ликвидације симпатизера НОП-а за време окупације, да је руководио логором Бањица, да је сарађивао с Немцима у борби против НОП-а, да је преговарао са четничким покретом Драже Михаиловића и да је организовао тајни сусрет Михаиловића и Недића половином 1944. Осуђен је на смрт и стрељан 17. јула 1946. у Београду.